# Shunzo Ono
Shunzo Ono (født 29. marts 1965) er en tidligere japansk fodboldspiller.
Han har spillet for flere forskellige klubber i sin karriere, herunder Kashima Antlers og Kyoto Purple Sanga.